# パフペストリー

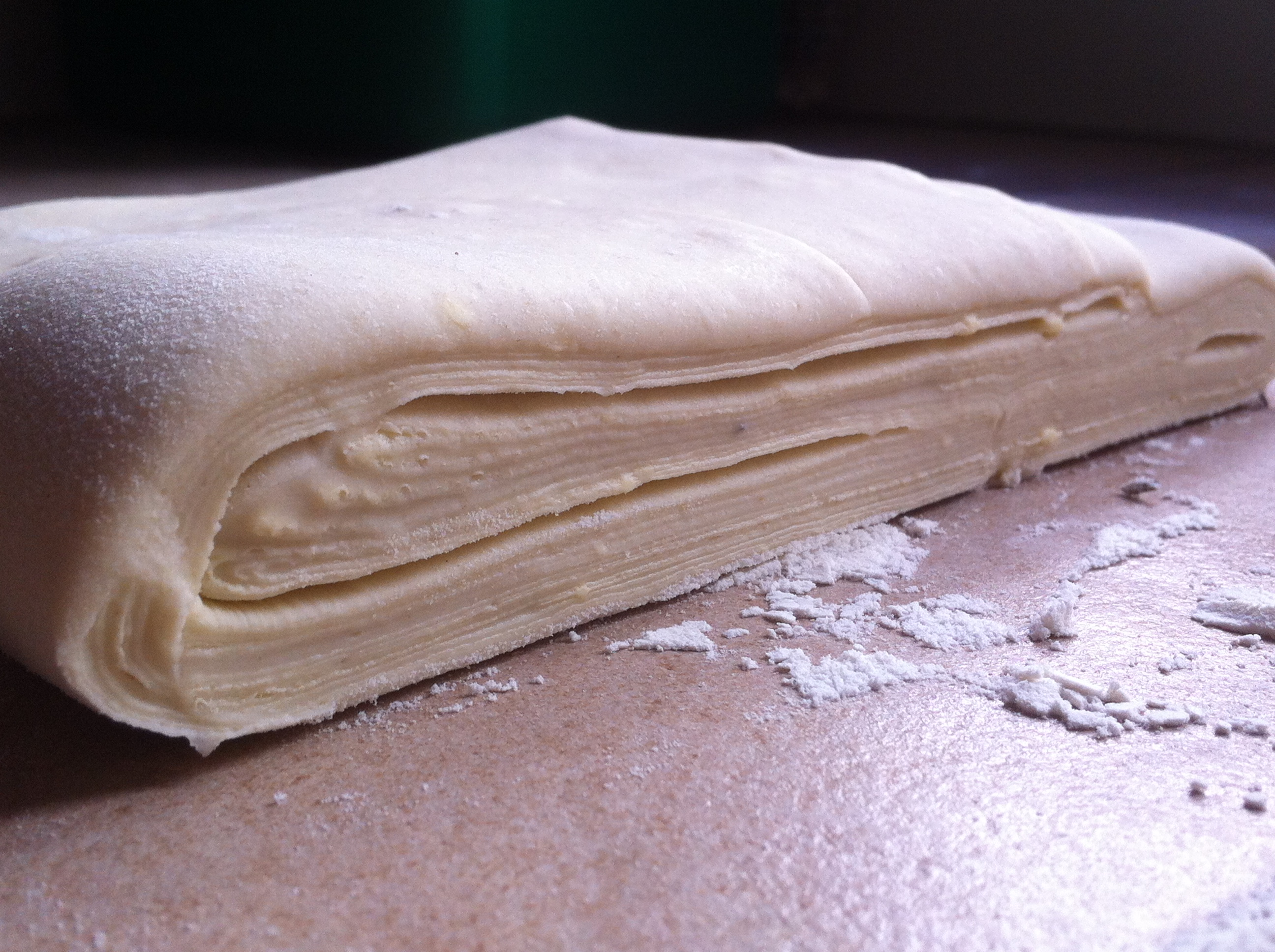
焼く前のパフペストリー。層になっているのが見て取れる。

パフペストリー（英語: puff pastry）、パート・フィユテ（フランス語: pâte feuilletée）は、日本で言うところのパイ生地の1種。折り込みパイ生地とも呼ばれる。

## 概要
塊のバターを生地で包んでから、何度も折りたたんで伸ばすを繰り返して層を作るペストリーである。
イギリス料理にはパフペストリーを用いる料理が多数あるが、家庭で料理する場合にはパフペストリーは市販のものを購入することがほとんどである。

## 歴史
17世紀の画家クロード・ロランは若い頃に菓子職人見習いをしていたが、菓子を作ろうとしていたある時、バターを入れ忘れたことに気付いて、後からバターを折り込んでいった。これがパート・フィユテの始まりとする説があるが、この時はあまり普及せず、アントナン・カレームやM. Feuilletによって完成された（パート・フィユテの名前は後者の姓から採られたとされる）。
この他にも、18世紀にコンデ公のおかかえ菓子職人フイエ（Feuillet）が考案し、その名前から名付けられたとする説もある。